# Rabo-branco-pequeno
O rabo-branco-pequeno, também conhecido como eremita-de-garganta-fusca ou, ainda, rabo-branco-miúdo (nome científico: Phaethornis squalidus), é uma espécie de ave apodiforme pertencente à família dos troquilídeos, que inclui os beija-flores. É um dos mais de 20 representantes do gênero Phaethornis, conhecido popularmente como rabos-brancos, que pertence à subfamília dos fetornitíneos. Pode ser encontrado endemicamente no sudeste do Brasil e, em uma população isolada, na região sul do Brasil ocidental, entre o nível do mar e 2250 metros acima do solo.

## Etimologia
O nome do gênero deriva de uma amálgama de dois termos do idioma grego antigo φᾰέθων, phaéthōn, que significa literalmente "radiante, brilhante", derivado de um outro termo do mesmo idioma, se tratando de um adjetivamento do verbo φᾰέθω, phaéthō, que significa "eu brilho, eu radio"; adicionado do sufixo -ornis, derivado do grego antigo ὄρνις, órnis, significando literalmente algo como "ave, pássaro". Esta primeira parte do nome também denomina um gênero de aves conhecidas como rabos-de-palha, que, assim como os beija-flores, também pertencem a uma família própria. Seu sufixo também pode ser muitas vezes encontrado na ornitologia, ou, embora menos comumente, mastozoologia, denominando qualquer tipo de pássaro com alguma característica marcante, como nos beija-flores Lampornis, os psittaciformes Agapornis ou na infraordem de fósseis Ornithopoda. Seu descritor específico, por sua vez, squalidus, deriva do latim vulgar, sendo uma aglutinação do adjetivo squāleō, por sua vez derivado de um outro termo, squālor, este derivado de squālus, que significam literalmente, respectivamente, "aquele que é sujo, empoeirado", "sujeira, poeira" e "empoeirado, sujo"; este que seria adicionado do sufixo -idus, onde este primeiro adjetivo passa a especificar squāleō como "rígido, grosseiro"; podendo ser traduzido para o português como esquálido.
Seu nome na língua portuguesa varia de acordo com a região e dialeto predominante da localidade em que se encontra. No português brasileiro, onde se distribui mais ao sul e sudeste do país, este denomina-se como rabo-branco-pequeno, na maioria das localidades, com sua variante rabo-branco-miúdo sendo mais comum no interior e, portanto, menos difundida e recebendo menor reconhecimento. Ambas as denominações comuns se iniciam pelo termo "rabo-branco", um nome genérico para qualquer uma das mais de vinte espécies reconhecidas, que se caracterizam pela plumagem mais clara que se encontra no uropígio e nas coberteiras infracaudais e superiores; com isso, um outro termo presente no nome vernáculo se trata de um adjetivo que descreve seu comprimento diminuto, sendo uma das menores espécies. Por sua vez, o nome na variante europeia da língua portuguesa, difere significantemente das duas anteriores, eremita-de-garganta-fusca, onde a primeira palavra constituinte do termo se trata de um termo genérico para a subfamília dos fetornitíneos, que são conhecidos popularmente como "beija-flores eremitas"; adicionado do termo "de-garganta-fusca" se referindo à coloração da sua plumagem entre a mandíbula e o tronco, ou seja, na garganta, que se mostra castanha-acinzentada e mais fosca.

## Descrição
Geralmente, os rabos-brancos-pequenos apresentam uma média entre 10 a 12,5 centímetros de comprimento, com sua massa corporal variando entre 2.5 aos 3.5 gramas de peso. Esta espécie se trata de um beija-flor de tamanho mediano. Sua plumagem exibe-se majoritariamente pardacenta, com as escápulas sendo esverdeadas suas partes de baixo sendo mais ocráceas. Possui uma grande mancha negra no rosto, que se assemelha visualmente a uma máscara, com uma listra supraciliar e uma listra malar esbranquiçadas, com a garganta sendo escurecida. Os sexos são normalmente idênticos visualmente, evidenciando um pouco dimorfismo sexual, embora, em alguns casos, as fêmeas podem apresentar partes inferiores brancas e um bico mais pronunciadamente curvilíneo.

## Distribuição e habitat
Estes beija-flores podem ser encontrados no sudeste brasileiro, não necessariamente se limitando nesta região administrativa, sendo encontrado mais predominantemente no estado de Minas Gerais e no Espírito Santo, seguindo ao sul até o estado de Santa Catarina e, ainda, nas Cataratas do Iguaçu, através do Paraná ocidental. O rabo-branco-pequeno habita os sub-bosques das florestas primárias e em florestas secundárias úmidas desde a altura das vegetações litorâneas a uma elevação de altitude que seguem até os 2250 metros acima do nível do mar.

## Sistemática e taxonomia
O rabo-branco-pequeno era, por vezes, incluído dentro da espécie que atualmente é conhecida como rabo-branco-do-rupununi (Phaethornis rupurumii), porém, devido à algumas diferenças na distribuição geográfica e padrões morfológicos, esta espécie, nos dias atuais, é classificada como espécie separada. É monotípico.

## Comportamento

### Movimentação
Presumivelmente, os rabos-brancos-pequenos se tratam de uma espécie sedentária, não realizando nenhum tipo de migração. Embora, existem registros de movimentação entre estas aves, notavelmente após a época de reprodução, mais frequentemente entre as aves juvenis.

### Alimentação
Os rabos-brancos-pequenos se alimentam do néctar adquirido através das flores e, menos frequentemente, de pequenos insetos e outros artrópodes. Não existem detalhes publicados de sua dieta e técnicas de forrageamento.

### Reprodução
O período de reprodução dos rabos-brancos-pequenos dura entre os meses de outubro a fevereiro. Seu ninho apresenta formato cônico, similarmente a um copo, que se encontra pendurado na parte inferior de uma folha suspensa. A ninhada de dois ovos brancos é incubada apenas pela fêmea, não sabendo se o macho atua no cuidado dos filhotes após a cópula.

### Vocalizações
As vocalizações do rabo-branco-pequeno são descritas como "um gorjeio complexo e um frasear agudo que se repete continuadamente... por exemplo, 'tsi-teeé-tsa-tsa-tseé-CHAW-CHAW'". Seu chamado se carcateriza por um "'tsee!' agudo".

## Estado de conservação
A União Internacional para a Conservação da Natureza avaliou o rabo-branco-pequeno como uma espécie "pouco preocupante", embora tamanho e tendência de sua populações sejam desconhecidos. Nenhuma ameaça imediata ao seu habitat foi identificada. É considerado incomum a bastante comum e é encontrado em um número significativo de áreas protegidas, como na Floresta Nacional de Ipanema, no sudeste do estado de São Paulo.